# Milan (Illinois)
Milan ist ein Village im Rock Island County im Nordwesten den US-amerikanischen Bundesstaates Illinois und Bestandteil der Metropolregion um die Quad Cities. Das U.S. Census Bureau hat bei der Volkszählung 2020 eine Einwohnerzahl von 5.097 ermittelt.

## Geografie
Milan liegt auf 41°26'47" nördlicher Breite und 90°33'56" westlicher Länge. Die Stadt erstreckt sich über 15,7 km², die sich auf 14,3 km² Land- und 1,4 km² Wasserfläche verteilen.
Milan liegt am Rock River kurz vor dessen Mündung in den Mississippi River, der die Grenze nach Iowa bildet.
Durch Milan führt in Nord-Süd-Richtung der von Rock Island über den Rock River kommende U.S. Highway 67. Im Süden der Stadt kreuzt dieser die Interstate 280, die die südliche Umgehungsstraße der Quad Cities bildet.
Das Zentrum der Nachbarstadt Rock Island liegt 7 km nördlich von Milan, Davenport, die größte Stadt der Quad Cities liegt 9,5  in gleicher Richtung.
Chicago 279 km im Osten, Iowas Hauptstadt Des  Moines liegt ebenfalls 279 km im Westen und Illinois’ Hauptstadt Springfield 268 km im Süden.

## Demografische Daten
Bei der Volkszählung im Jahre 2000 wurde eine Einwohnerzahl von 5348 ermittelt. Diese verteilten sich auf 2310 Haushalte in 1457 Familien. Die Bevölkerungsdichte lag bei 374,6/km². Es gab 2379 Wohngebäude, was einer Bebauungsdichte von 165,9/km² entsprach.
Die Bevölkerung bestand im Jahre 2000 aus 92,5 % Weißen, 4,3 % Afroamerikanern, 0,2 % Indianern, 0,4 % Asiaten und 1,1 % anderen. 1,4 % gaben an, von mindestens zwei dieser Gruppen abzustammen. 2,9 % der Bevölkerung bestand aus Hispanics, die verschiedenen der genannten Gruppen angehörten.
23,3 % waren unter 18 Jahren, 9,6 % zwischen 18 und 24, 27,5 % von 25 bis 44, 24,7 % von 45 bis 64 und 14,9 % 65 und älter. Das durchschnittliche Alter lag bei 38 Jahren. Auf 100 Frauen kamen statistisch 93,5 Männer, bei den über 18-Jährigen 89,2.
Das durchschnittliche Einkommen pro Haushalt betrug $34.556, das durchschnittliche Familieneinkommen $43.802. Das Einkommen der Männer lag durchschnittlich bei $31.875, das der Frauen bei $22.747. Das Pro-Kopf-Einkommen belief sich auf $17.608. Rund 6,2 % der Familien und 10,7 % der Gesamtbevölkerung lagen mit ihrem Einkommen unter der Armutsgrenze.